# لوک تنها در تین کن الی
لوک تنها در تین کن اَلی (انگلیسی: Lonesome Luke on Tin Can Alley) یک فیلم کمدی صامت کوتاه به کارگردانی هال روچ است که در سال ۱۹۱۷ منتشر شد. نسخه‌ای از این فیلم در موزه هنر مدرن نگهداری می‌شود.

## بازیگران
- هارولد لوید
- اسناب پالرد
- ببه دنیلز
- ماری موسکینی
- مارگارت جاسلین
- هری تاد
- باد جیمیسون
- سمی بروکس
- چارلز استیونسون
- ارل موهان
- گیلبرت پرت
- دوروثیا والبرت
- فرد سی. نیومیر
- گاس لئونارد